# مالی تالش
مالی تالش (به لاتین: Malyy Talysh) یک منطقه مسکونی در جمهوری اذربایجان است که در شهرستان صابرآباد واقع شده است.